# Квинт Гавий Атик
Квинт Гавий Атик (на латински: Quintus Gavius Atticus) е политик и сенатор на Римската империя през 1 век. Произлиза от фамилията Гавии.
Той е суфектконсул от май до юни 85 г. заедно с Луций Елий Окулат.